# Jean-Claude Olry
Pour les articles homonymes, voir Olry.
Jean-Claude Olry, né le 28 décembre 1949 à Boves, est un céiste français, médaillé olympique et champion du monde de slalom avec son frère Jean-Louis Olry.

## Palmarès

### Jeux olympiques
- Jeux olympiques de 1972 à Munich :
  -  Médaille de bronze en C-2.

### Championnats du monde
- Championnats du monde de slalom (canoë-kayak) 1969 à Bourg-Saint-Maurice :
  -  Médaille d'or en C-2.